# Paralyse
Paralyse er en betegnelse for en lammelse, som medfører det fuldstændige tab af evnen til at bruge sine muskler. Lammelsen kan give sig udtryk i såvel konstant slaphed som spænding i lemmerne eller endog spastisk lammelse.
Man bruger også udtrykket som metafor, til billedligt at beskrive en overordnet fratagelse af mobiliteten.
At blive paralyseret kan således være en følge af en skade, men kan også være en tilstand man bliver påført forsætligt, f.eks. hvis en redningstjeneste immobiliserer en skade, indtil en læge kan undersøge den; eller en person kan f.eks. blive paralyseret – for at hindre ham i at flygte.
I forbindelse med apopleksi rammer en paralyse ofte den ene halvdel (hemisfære) af ansigt, krop og lemmer og kaldes hemiparese eller hemiplegi.